# Пашмак
Пашмак (перс. پشمک‎) представляет собой разновидность иранской сахарной ваты или пишмание, сделанной из сахара. Пашмак подаётся отдельно или как дополнение к фруктам, тортам, мороженому, пудингам и десертам. Он широко известен как персидская сахарная вата. Иногда его украшают молотыми фисташками. Хотя текстура похожа на сахарную вату, метод и ингредиенты разные.
Впервые упоминается поэтом Абу Исхаком по прозвищу Бушак в XV веке. Слово «пашмак» происходит от слова «пашм», означающего шерсть (см. пашмина).
Пашмак появился в иранском городе Йезд, известном своими различными традиционными персидскими сладостями, такими как пахлава, коттаб и гяз во времена империи Сефевидов.
Турецкая сладость под названием пишмание чем-то похожа на пашмак.

## Внешние ссылки
- Пашмак — Персидская волшебная флосса — myfavouriteplum.blogspot.com
- Пишмание — фото на flickr
- Язди, табризи и деревянная сахарная вата — Введение